# 2021-es magyar férfi vízilabdakupa
A 2021-es magyar férfi vízilabdakupa (hivatalosan 2021. évi BENU  Férfi  Magyar Kupa) a magyar vízilabda-bajnokság után a második legrangosabb hazai versenysorozat. A Magyar Vízilabda-szövetség írta ki és 16 csapat részvételével bonyolította le. A mérkőzéssorozat győztese a LEN-Európa-kupában indulhatott.

## Lebonyolítás
A versenysorozatban 16 csapat indulhatott. A 2021–2022-es OB I csapatainak kötelező volt elindulni. A fordulók sorsolásakor nem emeltek ki csapatokat. A nyolcad- és a negyeddöntőkben két mérkőzésen dölt el a továbbjutás.

## Eredmények

### Nyolcaddöntők
játéknapok: szeptember 13., 16, 17, 18., 19., október 6.
| 1. csapat               | Össz. | 2. csapat      | 1. mérk. | 2. mérk. |
| ----------------------- | ----- | -------------- | -------- | -------- |
| Egri VK                 | 29–11 | Nagykanizsa    | 15–5     | 14–6     |
| Kaposvár                | 14–25 | Szolnoki Dózsa | 8–13     | 6–12     |
| UVSE                    | 18–34 | OSC            | 8–16     | 10–18    |
| Hódmezővásárhely        | 6–31  | Szegedi VE     | 2–16     | 4–15     |
| Pécsi VSK               | 14–38 | Ferencváros    | 8–22     | 6–16     |
| Bp. Honvéd              | 9–24  | Vasas SC       | 4–13     | 5–11     |
| BVSC-Zugló              | 42–17 | Debreceni VSE  | 19–8     | 23–9     |
| Miskolci Vízilabda Club | 13–14 | Szentesi VK    | 5–7      | 8–7      |

### Negyeddöntők
játéknapok: október 13., 15., 16., 17., 22., 30.
| 1. csapat      | Össz. | 2. csapat   | 1. mérk. | 2. mérk. |
| -------------- | ----- | ----------- | -------- | -------- |
| Szolnoki Dózsa | 40–10 | Szentesi VK | 22–2     | 18–8     |
| Egri VK        | 21–29 | Ferencváros | 8–13     | 13–16    |
| Vasas SC       | 23–14 | Szegedi VE  | 11–6     | 12–8     |
| BVSC-Zugló     | 18–22 | OSC         | 11–10    | 7–12     |

### Elődöntők
játéknap: december 10., Sopron
| 1. csapat   | Eredmény | 2. csapat      |
| ----------- | -------- | -------------- |
| OSC         | 11–15    | Szolnoki Dózsa |
| Ferencváros | 14–10    | Vasas SC       |

### Döntő
| 2021. december 11. | Ferencváros          | 12–9 | Szolnoki Dózsa      | Lőver uszoda, Sopron Nézőszám: 1300 Játékvezetők: Kun Gy Marjay |
| 2021. december 11. | (3–3, 3–2, 1–2, 5–2) |      |                     | Lőver uszoda, Sopron Nézőszám: 1300 Játékvezetők: Kun Gy Marjay |
| 2021. december 11. | Vámos 3              |      | Schmölcz, Zović 2-2 | Lőver uszoda, Sopron Nézőszám: 1300 Játékvezetők: Kun Gy Marjay |

A Ferencváros kupagyőztes csapatának tagjai: Luca Damonte, Dubinák Szabolcs, Fekete Gergő, Gábor Lőrinc, Jansik Szilárd, Danyiil Merkulov, Molnár Erik, Német Toni, Nyíri Balázs, Pohl Zoltán, Szabó Gergő, Szakonyi Dániel, Nemanja Ubović, Varga Dénes, Varga Vince, Vámos Márton, Vigvári Vendel, Vogel Soma, edző: Varga Zsolt